# Christine Gregoire
Christine O'Grady "Chris" Gregoire (Adrian, 24 de março de 1947) é a ex-governadora e ex-procuradora-geral do estado de Washington, e um membro do Partido Democrata. Gregoire derrotou o candidato republicano Dino Rossi em 2004 e novamente em 2008 a eleição para governador. Ela é a segunda mulher a governar Washington, e a primeira a se reeleger.

## Vida
Christine Gregoire frequentou a Universidade de Washington em Seattle, graduando-se em 1969. Também, a faculdade de direito na Universidade Gonzaga, em Spokane, graduando-se em 1977.
Ela começou a trabalhar como uma procuradora-geral adjunta no gabinete do procurador-geral estadual Slade Gorton, um republicano. Como procuradora-geral adjunta, Gregoire se concentrou em casos de abuso infantil, em conjunto com os assistentes sociais para que as crianças, que fossem retiradas da família abusiva e relocadas com parentes ou famílias de acolhimento. A primeira filha de Gregoire, Courtney, nasceu em Spokane, em 1979. Sua segunda filha, Michelle, nasceu em 1984.  Michelle joga futebol para Willamette University, Salem, Oregon.
Quando não está em Olympia, Gregoire vive no subúrbio perto de Lacey com seu marido Mike, o casal também fica parte da maioria dos verões em uma cabana nas margens do Hayden Lake, Idaho que a família comprou em 1979. Suas duas filhas, Michelle e Courtney, são ambas formadas na Olympia High School, em Olympia, Washington.
Em 2003, ela foi diagnosticada com câncer de mama em fase inicial, após um check-up de rotina e uma mamografia. Ela fez uma cirurgia e recuperou a boa saúde. Ela menciona a sua luta contra o câncer em seus discursos sobre a saúde.

## Governo

### Eleição de 2004
Gregoire derrotou Ron Sims e outros quatro candidatos menores nas eleições primárias em 14 de setembro de 2004. Nesse período de escolha do candidato democrata, seus rivais centraram fogo no fato de sua participação em Kappa Delta uma fraternidade de mulheres e pela participação em uma irmandade de não-brancos no início dos anos 60. Brigou com Sims sobre sua posição na fraternidade e Sims mais tarde abandonou a causa e rejeitou todas as acusações de racismo a que lhe eram imputadas. Sims passou então a apoiar uma campanha sobre a necessidade de uma reforma fiscal e da instituição de um imposto de renda em todo o estado. Gregoire venceu as primárias com mais de 60% dos votos.
Durante a eleição geral contra o senador estadual e ex-agente imobiliário Dino Rossi, Gregoire propôs uma iniciativa importante na ciência, especialmente investigação em células tronco. Nos debates, Gregoire tentou combater o mal-estar dos eleitores sobre o governo do Estado, dizendo que ela iria deixar a burocracia no passado e trazer a mudança ela mesma. Com foco na mudança, mas com poucos detalhes, muitos homens de Estado Democrático expressaram preocupações sobre o tipo de líder seria Gregoire.
A eleição foi realizada em 2 de novembro de 2004, com a contagem inicial mostrando Rossi na dianteira por 261 votos. No entanto, uma recontagem reduziu-os a apenas 42, em seguida, o votos foram novamente contados a mão, uma solicitação do Partido Democrata. Na segunda recontagem ocorreu uma virada, agora Gregoire estava na dianteira com uma vantagem de oito votos, mas uma decisão do Supremo Tribunal do Estado permitiu que cédulas de King County fossem incluídas e a vantagem de Gregoire subiu para 130 votos. A liderança republicana em Washington, em seguida, entrou com uma ação, alegando que centenas de votos, incluíam o votos de criminosos, eleitores já falecidos eleitores, e eleitores em duplicidade. Mas em 6 de junho de 2005, o juiz John E. Pontes declarou que o Partido Republicano não forneceu provas suficientes de que os votos contestados eram inelegíveis. Essa é considerada a eleição para governador mais apertada da história dos Estados Unidos.

### 2005
O primeiro ano de governo de Christine Gregoire foi marcada pela implementação de uma nova legislação de transportes, na qual taxava em 9,5% cada galão de combustível, a fim de recuperar o sistema viário do Estado de Washington, em especial nas áreas circunvizinhas à cidade de Seattle. Algumas obras foram o viaduto Alaskan Way, a Interstate 405 e a Rota 520. O projeto de lei foi inicialmente bloqueado pela liderança republicana no Legislativo e quando chegou a uma votação na Câmara, na manhã do último dia da sessão de 2005, foi bloqueado novamente. Depois de extenso lobby da governadora Gregoire, a liderança democrata e republicana na Câmara, concordaram em deixar a medida ser aprovada. Isso fortaleceu a medida que foi rapidamente aprovada pelo senado estadual. Gregoire assinou a lei na semana posterior.
O pacote fiscal foi recebido com críticas mistas. Enquanto ela foi amplamente elogiada pelos líderes democratas e republicanos da Câmara e do Senado por suas habilidades de liderança que impediram a morte do projeto e a formação de um acordo, vários legisladores estaduais discordaram do mérito do imposto por causa do preço já elevado do combustível. Houve inclusive uma tentativa de revogação do imposto que foi rejeitada pelos eleitores em Novembro de 2005.

### 2006
A agenda administrativa de Gregoire para o ano de 2006, incluía implementação de reformas da educação, incluindo os programas de educação infantil e utilizando padrões internacionais de matemática e ciências. Gregoire liderou o esforço para retirar uma parte do excedente de 1,4 bilhões dólares do estado para um fundo de dias chuvosos, no sentido de minimizar os problemas que ela traz.
Em 28 de março de 2006, a governadora Christine Gregoire assinou um projeto de lei que criou a proibição de jogos de azar e da Loteria do Estado, que não poderiam criar jogos de azar online, no estado.
Um marco, na tentativa de ampliar os direitos civis dos gays, proposta que havia sido rejeitada no ano anterior, acabou por ser aprovada em 2006. Foi, essa iniciativa, que colocou os homossexuais do estado em um rol de protegidos pela Lei de discriminação. O projeto foi assinado por Gregoire em 31 de janeiro de 2006.

### 2007
Em outubro de 2005, Gregoire enviou uma carta à comissão de jogos de azar, uma tentativa de renegociar um pacto com a tribo de nativos-americanos Spokane. O pacto anterior, com relação a jogos de azar que passaram a ser permitidos nas reservas habitadas por esses nativos, aumentava o número de máquinas, o aoumento de limites de apostas, permitiam que os locais onde esses jogos ocorriam funcionassem 24 horas, aumentava o número de máquinas caça-níqueis para 7.500, além de retirar completamente o limite de apostas para aqueles que jogavam cartas.
O novo pacto proposto por Gregorie, que veio para atender a reivindicação de alguns legisladores que estavam preocupados com o avanço dos jogos no estado, apesar de aumetar alguns privilégios aos nativos comandantes dos jogos, fez com que esses fossem taxados em 2% de sua arrecadação para o estado e 1% para obras de caridade. O novo pacto foi assinado pelos Spokane e por 26 otras tribos em Washington no início de 2007.
A Governadora Gregoire, assinou uma lei em 21 de abril de 2007, que concede a casais do mesmo sexo direitos parceria doméstica.
Na sequência, um acórdão do Supremo Tribunal do estado que uma decidiu ser uma iniciativa incostitucional uma taxa de 1% a mais no imposto sobre a propriedade, que foi amplamente rejeitada pelo estado e, com uma manobra do governo, que foi acusado de favorecer Tim Eyman, para que a votação ocorresse de forma mais veloz, uma nova lei foi aprovada validando o aumento.

### Reeleição 2008
Durante as primárias presidenciais democratas de 2008, a governadora Gregoire foi fortemente pressionada por Barack Obama e Hillary Clinton para que decidisse a quem apoiaria, sendo ela uma superdelegada. Gregoire apoiou oficialmente Barack Obama em 8 de fevereiro de 2008, horas antes de um evento no Key Arena em Seattle, Washington, onde ela apresentou seu candidato, o então senador Obama perante uma multidão de 18.000 pessoas. A eleição democrata de Washington foi realizada no dia seguinte, com Obama vencendo Hillary em cada condado no estado.
A Governadora Gregoire começou sua campanha de reeleição no Café Rainbow em Auburn, Washington, onde sua falecida mãe trabalhava, no dia 7 de Abril de 2008. Logo depois de seu anúncio, Gregoire começou uma turnê em um ônibus movido a biodiesel pelo estado de Washington. Seu adversário na corrida, Dino Rossi, havia anunciado a sua candidatura em Outubro de 2007.
Ambos, Gregoire e seu adversário se aproximaram rapidamente de um recorde de arrecação para as suas respectivas campanhas ainda no início. Em abril, a governadora com Bill Richardson no Westin Seattle, conseguiram mais de US$ 300.000. Mais tarde, em julho, Gregoire realizou outro evento para angariar fundos, ao lado de Michelle Obama no WaMu Theater, evento que contou com a participação de aproximadamente 1.600 pessoas, levantando 400.000 dólares.
Gregoire ganhou primeiro as disputas das primárias em 19 de agosto de 2008, com 49%. Ela avançou para a eleição geral contra Dino Rossi. As eleições gerais em 4 de novembro, a governadora, se beneficiando por ter sido forte apoiadora do candidato, eleito para ser o candidato democrata nas eleições gerais, Barack Obama, ganhou o governo do estado por 53% contra 47% de Dino Rossi.